# John Harrington
John Michael „Bah“ Harrington (* 24. května 1957, Virginia, Minnesota, USA) je bývalý americký hokejový útočník a poté trenér, člen zlatého týmu z olympiády 1980.

## Hráčská kariéra
S hokejem začínal v univerzitním týmu Minnesota Duluth Bulldogs, později působil v poloprofesionální Central Professional Hockey League. Trenér Herb Brooks ho nominoval na domácí olympiádu v Lake Placid, kterou domácí překvapivě vyhráli (Zázrak na ledě). Harrington vytvořil útočnou trojici s dalšími minnesotskými rodáky Buzzem Schneiderem a Markem Pavelichem, této formaci se pro svérázný herní styl přezdívalo Conehead Line podle populárního skeče o mimozemšťanech z televizního pořadu Saturday Night Live. Harrington vyšel na hrách střelecky naprázdno, připsal si však pět asistencí včetně přihrávky Eruzionemu na rozhodující gól v utkání proti SSSR.
Byl jedním ze sedmi příslušníků vítězného týmu, kteří se nikdy nepředstavili v National Hockey League. Krátce po olympiádě utrpěl zlomeninu čelisti a otřes mozku poté, co ho zezadu fauloval Lou Franceschetti z týmu Hershey Bears. Znechucen brutalitou v zámořském hokeji odešel Harrington do švýcarského HC Lugano. Reprezentoval USA na mistrovství světa v ledním hokeji 1981 (5. místo), Mistrovství světa v ledním hokeji 1982 (8. místo, sestup), Mistrovství světa v ledním hokeji 1983 (1. místo ve skupině B a návrat mezi elitu) a olympiádě 1984 (7. místo). Kariéru skončil v roce 1984 ve farmářském týmu Colorado Flames. Stal se trenérem, vedl tým Saint John's University, italský klub Supermercati Migross Asiago H. 1935 a slovinskou reprezentaci, se kterou vyhrál Mistrovství světa v ledním hokeji 2010 (Divize I).

## Osobní život
Má tři děti, syn Chris Harrington hraje hokej za japonský tým Ódži Eagles. Je známý pod přezdívkou „Bah“: v dětství mu tak říkal jeho starší bratr, který ještě neuměl dobře mluvit.

## Zajímavost
O americkém triumfu na olympiádě byly natočeny filmy Zázrak na ledě (1981, Harringtona hrál Bill Schreiner) a Hokejový zázrak (2004, hrál ho Nate Miller).

## Klubové statistiky
| Sezona       | Klub                      | Soutěž       | Základní část | Základní část | Základní část | Základní část | Základní část | Play off | Play off | Play off | Play off | Play off |
| Sezona       | Klub                      | Soutěž       | Z             | G             | A             | B             | TM            | Z        | G        | A        | B        | TM       |
| ------------ | ------------------------- | ------------ | ------------- | ------------- | ------------- | ------------- | ------------- | -------- | -------- | -------- | -------- | -------- |
| 1975–1976    | Minnesota Duluth Bulldogs | NCAA         | 36            | 9             | 12            | 21            | 14            |          |          |          |          |          |
| 1976–1977    | Minnesota Duluth Bulldogs | NCAA         | 27            | 5             | 9             | 14            | 16            |          |          |          |          |          |
| 1977–1978    | Minnesota Duluth Bulldogs | NCAA         | 31            | 22            | 9             | 31            | 20            |          |          |          |          |          |
| 1978–1979    | Oklahoma City Stars       | CHL          | 5             | 0             | 1             | 1             | 2             | --       | --       | --       | --       | --       |
| 1978–1979    | Minnesota Duluth Bulldogs | NCAA         | 40            | 29            | 43            | 72            | 16            |          |          |          |          |          |
| 1979–1980    | Rochester Americans       | AHL          | 12            | 4             | 3             | 7             | 8             | 3        | 1        | 0        | 1        | 0        |
| 1980–1981    | HC Lugano                 | NLA          | 28            | 33            | 18            | 51            | 22            |          |          |          |          |          |
| 1982–1983    | Birmingham South Stars    | CHL          | --            | --            | --            | --            | --            | 1        | 0        | 0        | 0        | 0        |
| 1983–1984    | Colorado Flames           | CHL          | 10            | 5             | 5             | 10            | 4             | 6        | 2        | 3        | 5        | 2        |
| Celkem v CHL | Celkem v CHL              | Celkem v CHL | 15            | 5             | 6             | 11            | 6             | 7        | 2        | 3        | 5        | 2        |

### Reprezentační statistiky
| 1980         | USA          | OH           | 7  | 0 | 5 | 5  | 2 |
| 1981         | USA          | MS           | 1  | 0 | 0 | 0  | 2 |
| 1982         | USA          | MS           | 6  | 0 | 0 | 0  | 4 |
| 1983         | USA          | MS-B         | 7  | 5 | 6 | 11 |   |
| 1984         | USA          | OH           | 6  | 0 | 0 | 0  | 6 |
| Celkem OH 2x | Celkem OH 2x | Celkem OH 2x | 13 | 0 | 2 | 2  | 8 |